# Jan Schütte
Jan Schütte (Mannheim, 26 giugno 1957) è un regista e sceneggiatore tedesco.

## Filmografia parziale
- Drachenfutter (1987)
- Winckelmanns Reisen (1990)
- Ciao America (Auf Wiedersehen Amerika) (1994)
- Fette Welt (1998)
- Abschied - Brechts letzter Sommer (2000)
- SuperTex (2003)
- Love Comes Lately (2007)